# Verruca stroemia
Crustacés
Espèce
Verruca stroemia (verruca = éminence, verrue) est un crustacé, cirripède. C’est une espèce de balanes, au sens large du terme, car elle n’appartient pas aux balanomorphes mais aux verrucomorphes. Elle est nommée en l'honneur de Hans Strǿm, naturaliste norvégien (1726-1797).

## Description
Verruca stroemia est une espèce surbaissée, à sommet aplati et à muraille très asymétrique. La composition de sa muraille est radicalement différente de celle de balanes classiques (genres Balanus et Chthamalus). En effet, si l’enceinte dans laquelle est enfermé le corps de l’animal est constituée de quatre plaques, celles-ci ne comportent que deux des plaques habituelles dans le genre Balanus : le rostre et la carène, auxquelles viennent s’assembler deux des plaques operculaires, un scutum et un tergum . 

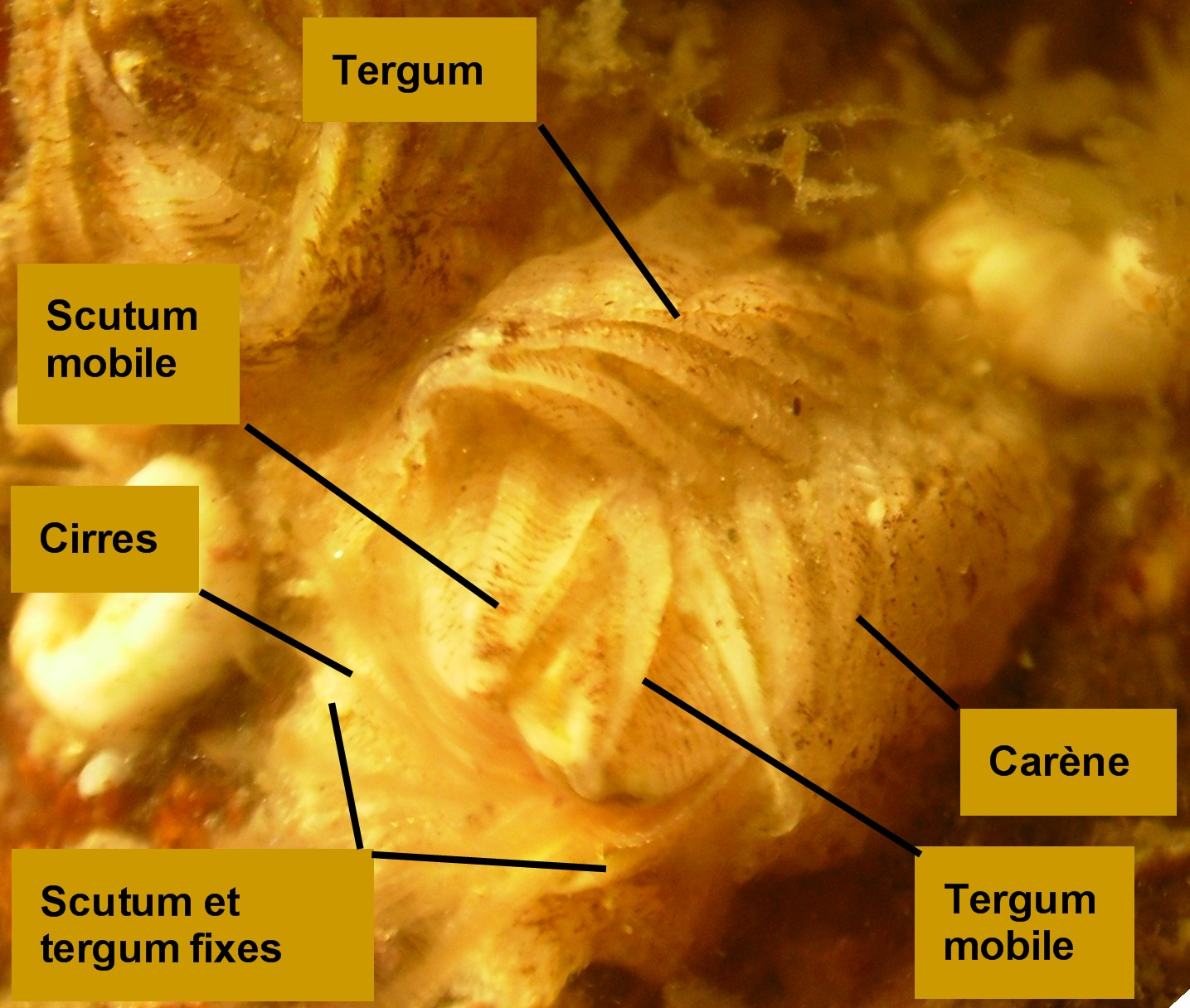
Verruca stroemia, nomenclature des plaques

Les jonctions entre les plaques de la muraille, notamment la liaison rostre-carène, s’effectuent grâce à une disposition engrenée de leurs limites qui forment des V emboîtés, visibles à l’œil nu, très caractéristiques.
L’opercule est formé des deux plaques restantes : un scutum' et un tergum' qui s’articulent sur la muraille comme le couvercle d’une boîte. V. stroemia ne possède qu’un seul muscle : l’adducteur du scutum qui rabat l’opercule. En conséquence de la dissymétrie de l’opercule, les appendices thoraciques servant à la capture de la nourriture (cirres) sont disposés presque parallèlement au support lorsqu’ils sont en extension hors de la muraille.
Une des particularités anatomiques de l’espèce est la possession de deux longs appendices caudaux qui peuvent apparaître à l’extérieur de la muraille, en arrière des cirres, et pourraient jouer un rôle dans la dispersion des larves nauplius lors de l’éclosion.
L’animal repose sur le substrat par une base membraneuse. Ses dimensions peuvent atteindre 10 mm pour le diamètre mais elles sont généralement très inférieures. La couleur est généralement brun clair à blanche.

## Reproduction
V. stroemia est une espèce hermaphrodite chez laquelle la fécondation est normalement croisée mais l’autofécondation demeure possible chez des individus isolés. Le sperme d’un individu fonctionnant comme mâle est déposé dans la cavité palléale d’un individu fonctionnant comme femelle grâce à un pénis extrêmement extensible, qui, en dehors des périodes d’activité est susceptible de connaître un important raccourcissement.
En Écosse (Millport), les larves de V. stroemia sont présentes dans le plancton toute l’année. Cependant l’activité reproductrice n’est pas continue. On observe deux pics d’abondance des animaux ovigères, l’un en février l’autre en avril-mai, qui correspondent à deux pontes successives pour la plupart des animaux. La reproduction se poursuit ensuite de manière moins intense et moins synchronisée, avec peut-être un pic, modeste, en octobre (33 % des animaux grainés). Il n’y a pas d’animaux ovigères en novembre-décembre.
Malgré son asymétrie, V. stroemia élabore deux masses d’œufs mais de taille inégale. La plus grande, qui contient environ 1,5 fois le nombre d’œufs de la plus petite, est située au-dessus du corps de l’animal, la plus petite, au-dessous.
Le développement larvaire est comparable à celui des autres balanes, il comporte 6 stades nauplius et un stade mysis.
Des juvéniles installés au printemps peuvent arriver à maturité sexuelle (diamètre 2 mm environ) dans le courant de l’été.

## Alimentation
En eau calme ou dans un courant modéré les cirres sont étalés et rétractés rythmiquement mais si la vitesse du courant augmente les cirres ont tendance à rester en extension, ce qui est plus efficace pour la capture des particules. Si une particule de petite taille touche un cirre, celui-ci peut être rétracté seul, par contre s’il s’agit d’une grosse particule, l’ensemble des cirres se rétracte pour la transférer aux pattes antérieures. Par ailleurs V. stroemia pourrait se nourrir largement à partir d’éléments récoltés à proximité du fond.
Le contenu du tube digestif est constitué, pour l’essentiel, de particules de taille inférieure à 4 μm, non identifiables. Dans les éléments identifiables on note des frustules de Diatomées (Skeletonema costatum notamment), des fragments de macro-algues, des appendices de Crustacés (dont des restes de stades nauplius I de V. stroemia).

## Distribution
V. stroemia est essentiellement une espèce de l’Atlantique nord-est  On la trouve de la Mer Blanche jusqu’à l’Algarve, au sud du Portugal. Les références méditerranéennes à cette espèce concernent en réalité V. spengleri. V. stroemia se fixe sur la partie basse de l’estran et atteint des profondeurs de l’ordre de 500 mètres.
Sur l’estran l’espèce se trouve souvent à la face inférieure des blocs mais elle se fixe également sur la base des laminaires. Par ailleurs, au-dessous de la zone des marées, elle est fréquente sur les coquilles de bivalves (Chlamys, Pecten) ainsi que sur la carapace de plusieurs crabes et sur le bois flottant.
C’est une espèce euryhaline modérée, susceptible d’être trouvée dans les estuaires.